# النباتات ضد الزومبي 2 (لعبة)
لعبة النباتات ضد الزومبي 2 (بالإنجليزية: Plants vs Zombies 2) (بالصينية 植物大戰殭屍2 ) هي لعبة فيديو إستراتيجية، تعتمد على الدفاع عن الحديقة من هجوم مخلوقات الزومبيز من خلال وضع نباتات في أقسام الحديقة المتتابعة. تضم اللعبة نباتاتًا متنوعة الأصناف والأشكال؛ ومتعددة القدرات والإمكانيات. يتيح هذا الجزء الانتقال عبر الأزمنة والعصور المختلفة؛ بدءًا من عصّر الأهرامات المصريّة. تمَّ تطويرها بواسطة شركة بوب كاب وتمَّ نشرها بواسطة شركة إلكترونيك آرتس وأُصدرت لأول مرةٍ في بداية عام 2013 على نظامي آي أو إس وأندرويد.

## تطوير اللعبة
في أغسطس 2012، أعلنت شركة بوب كاب على تطوير تكملة على لعبتهم السابقة النباتات ضد الزومبي (الأولى) وأنها ستتضمن ميزات وإعدادات ومواقف جديدة في إعلان لاحق أكدت الشركة أن اللعبة الجديدة ستصدر في 18 يوليو 2013.
في 26 يونيو 2013، أعلنت الشركة على صفحتها على تويتر أن اللعبة ستصدر في وقت متأخر عما تم الإعلان عنه سابقاً.
في 9 يوليو، تم إصدار اللعبة في أستراليا ونيوزيلندا في متجر تطبيقات iOS وظهرت في جميع أنحاء العالم في 15 أغسطس 2013. تم إصدار نسخة Android في جميع أنحاء العالم في 23 أكتوبر 2013.

## نبذة مختصرة
هي لعبة دفاعية تم إنشاؤها ونشرها بواسطة شركة بوب كاب. من خلالها يضع اللاعبون أنواعاً مختلفة من النباتات ولكل فرد باستخدام مهاراتهم الفريدة من نوعها، بالقرب من المنزل حتى يتمكن الاعب من منع مجموعة من الزومبي من الوصول إلى الحصن أو المنزل.

### معارك متنوعة
تتكون اللعبة من معركة تتم عبر 11 عالماً، وتشمل مصر القديمة و معركة المستقبل البعيد، وما بعدها. مع أكثر من 300 مستوى، ومناطق لا نهاية لها قوية التحدي، وألعاب مصغرة، دائمًا هناك تحديات جديدة يجب إكمالها. بالإضافة إلى ذلك، يتم تجهيز دفاعات منوعة.